# Bobbysocks
Bobbysocks – norweski duet muzyczny wykonujący muzykę pop, utworzony w 1983 przez Hanne Krogh i Elisabeth Andreassen.

## Historia
Hanne Krogh i Elisabeth Andreassen zadebiutowały jako duet w 1984 singlem „I Do Not Wanna Break My Heart”, którym zapowiedziały swój pierwszy album studyjny pt. Bobbysocks. W 1985, reprezentując Norwegię z utworem „La det swinge”, zwyciężyły w finale 30. Konkursu Piosenki Eurowizji w Göteborgu. Z konkursowym utworem dotarły do pierwszego miejsca na liście przebojów w Norwegii i Belgii, a także zyskały popularność w Niemczech, Japonii i Australii. Również w 1985 otrzymały nagrodę Peer Gynt przyznawaną przez Stortinget. W kwietniu 1986 wydały album pt. Waiting for the Morning, a w 1987 – płytę pt. Walkin' on Air.
W 1988 rozwiązały działalność duetu, ale w kolejnych latach sporadycznie pojawiały się razem na scenie. W 2005 wystąpiły podczas koncertu Gratulacje: 50 lat Konkursu Piosenki Eurowizji w Kopenhadze. W maju 2010 powróciły na scenę z okazji 25. rocznicy zwycięstwa w Konkursie Piosenki Eurowizji. W 2015 wystąpiły w koncercie Eurovision Song Contest’s Greatest Hits. W styczniu 2025 z utworem „Joyful” zostały ogłoszone uczestniczkami programu Melodi Grand Prix 2025.

## Dyskografia

### Albumy
- 1984: Bobbysocks (reedycja w 1985)
- 1986: Waiting for the Morning
- 1987: Walkin' on Air